# Jean-Luc Dogon
Jean-Luc Dogon, né le 13 octobre 1967 à Valognes (Manche), est un footballeur français. Il était défenseur. Il est reconverti comme formateur.

## Biographie

### Formation et débuts
Originaire de la Manche, Jean-Luc Pascal Dogon commence le football à Carentan avant d'intégrer la classe sport-étude football du lycée de Brécey.  
En avril 1983, il est sélectionné en équipe de France scolaire. Aux côtés de William Prunier et Alain Roche, il remporte le Tournoi de Montaigu. En mai il participe avec les cadets de la Ligue de Basse-Normandie à un tournoi international dans le Nord Finistère, où il est élu meilleur joueur régional.  
Quelques semaines plus tard, repéré par Bernard Maligorne, il intègre après un essai concluant le centre de formation du Stade lavallois, comme apprenti pendant deux ans puis stagiaire pendant trois ans. Il remporte la Coupe Gambardella 1984 face au Montpellier de Laurent Blanc. À la même période il est surclassé en équipe de France juniors A2 (assimilable aux actuels U18). Il évolue alors comme milieu défensif, et se fait remarquer par son abattage physique important et son bon jeu de tête.  
Il a 17 ans lorsqu'il fait ses débuts en Division 1, le 29 mars 1985, contre le Racing Club de Paris. Une semaine plus tard, il retrouve l'équipe de France juniors A2. Il cumulera vingt sélections dans les équipes nationales cadets et juniors.  

### Carrière professionnelle
Devenu international espoirs et titulaire indiscutable en D1 sous les ordres de Michel Le Milinaire, il signe son premier contrat professionnel, de quatre ans, en 1988. Il quitte Laval à l'été 1988 et signe pour cinq ans avec le Matra Racing. En juin 1988 il dispute le festival Espoirs de Toulon. Capitaine d'une équipe où figure le jeune Didier Deschamps, il marque un but décisif en prolongation lors de la finale face à l'Angleterre de Gascoigne, quelques minutes avant que David Ginola ne parachève le succès des Bleuets. Quelques mois plus tard il remporte l'Euro espoirs 1988, au sein d'une génération dont les têtes d'affiche sont Laurent Blanc et Éric Cantona.  
Par la suite, il devient l'un des meilleurs joueurs des Girondins de Bordeaux, où il ponctue son bail de sept saisons par une finale de Coupe UEFA contre le Bayern Munich en 1996. 
Il est sélectionné une fois en équipe de France le 28 juillet 1993 contre la Russie, en remplaçant Basile Boli à la 62e minute (victoire 3-1). Il est de nouveau convoqué un mois plus tard pour affronter la Suède. Annoncé titulaire, il se blesse la veille du match et est remplacé par Marcel Desailly. 
Après sept années à Bordeaux, il joue à Strasbourg puis Rennes avant de terminer sa carrière de joueur par une pige à Créteil en Division 2.
En 2002, les supporters lavallois l'élisent dans le onze du siècle du club mayennais. En 2022, le magazine So Foot le classe dans le top 1000 des meilleurs joueurs du championnat de France, à la 633e place.

### Reconversion
Jean-Luc Dogon obtient son diplôme d'entraîneur de football (DEF) en 2008. Il possède également le BEFF (brevet d'entraîneur formateur de football), qui permet d'encadrer un centre de formation professionnel. Il devient entraîneur de jeunes à Bordeaux puis Saint-Étienne.

## Palmarès

### En club
- Vainqueur de la Coupe de la Ligue en 1997 avec le RC Strasbourg
- Champion de France de Division 2 en 1992 avec les Girondins de Bordeaux
- Vainqueur de la Coupe Intertoto en 1995 avec les Girondins de Bordeaux
- Vainqueur de la Coupe Gambardella en 1984 avec le Stade lavallois
- Finaliste de la Coupe de l'UEFA en 1996 avec les Girondins de Bordeaux
- Vice-champion de France en 1990 avec les Girondins de Bordeaux
- Finaliste Coupe Intertoto 1999 avec le Stade rennais

### En sélection nationale
- Champion d'Europe des Nations Espoirs en 1988
- Vainqueur du Tournoi de Toulon en 1988

### Statistiques
- 359 matchs et 20 buts en Division 1
- 61 matchs et 7 buts en Division 2
- 26 matchs en Coupe de l'UEFA
- 12 matchs en Coupe Intertoto
- 1 sélection en équipe de France en 1993
- 1 sélection en équipe de France A'
- 20 sélections en équipe de France espoirs